# Dobino Białogardzkie
Dobino Białogardzkie – nieistniejący przystanek osobowy w Dobinie w Polsce, w województwie zachodniopomorskim, w powiecie świdwińskim, w gminie Połczyn-Zdrój.